# Ormögonödlor
Ormögonödlor (Ophisops) är ett släkte ödlor som hör till familjen egentliga ödlor. Karakteristisk för släktet är avsaknaden av synligt ögonlock. Utbredningen för de ingående arterna innefattar sydöstra Europa, västra Asien och nordöstra Afrika.

## Arter
- Ophisops beddomei
- Ophisops elbaensis
- Ophisops elegans - ormögonödla
- Ophisops jerdonii
- Ophisops leschenaultii
- Ophisops microlepis
- Ophisops minor
- Ophisops occidentalis